# Zhang Ming
Zhang Ming (Shanghái) es un arquitecto, profesor e investigador chino especializado en teoría y diseño arquitectónico estructural.

## Trayectoria
Zhang estudió arquitectura, se graduó arquitecto en la universidad Tongji y continuó su formación investigadora en diseño estructural arquitectónico, rama en la que se doctoró. Ejerce docencia en la facultad de arquitectura, conocida por sus iniciales en inglés como CAUP, (College of Architecture and Urban Planning) de la Universidad Tongji en Shanghái.
Zhang investiga las relaciones en la arquitectura, primero las relaciones que surgen del proyecto, antes que imponer un orden. Su enfoque se basa en una forma literaria china conocida como 散文 (ensayo), cuya estructura es abierta y casual, lo que permite resultados inesperados y variados. En sus conferencias, como la del 26 de octubre de 2017 en la escuela de arquitectura de la Universidad China de Hong Kong, muestra una serie de proyectos arquitectónicos que utilizan este enfoque de flujo libre, enfatizando la multiplicidad de experiencias sobre la singularidad y la objetividad. Zhang investiga y apuesta por un nuevo modelo que valora la naturaleza transitoria de la arquitectura, sus cambios, su crecimiento, su atrofia y su revitalización.
Zhang es profesor en la escuela de arquitectura y planificación urbana de la Universidad Tongji, en el departamento de teoría y diseño arquitectónico. Está registrado como profesional independiente, arquitecto de clase 1 en la República Popular China, y trabaja en el estudio de diseño arquitectónico del instituto de investigación y diseño arquitectónico de la Universidad Tongji, en la sede de Shanghái. Entre sus obras construidas, la galería de arte Fan Zeng en la provincia de Jiangsu y la central eléctrica de arte en Shanghái. 
Zhang ha recibido más de 60 premios de diseño, con proyectos presentados en diferentes exposiciones internacionales de diseño, como la trienal de Milán de 2012 y el festival internacional de cultura arquitectónica de Busan de 2017.